# Comuna de Waganiec
Waganiec (polaco: Gmina Waganiec) é uma gminy (comuna) na Polónia, na voivodia de Cujávia-Pomerânia e no condado de Aleksandrowski. A sede do condado é a cidade de Waganiec.
De acordo com os censos de 2004, a comuna tem 4427 habitantes, com uma densidade 81,1 hab/km².

## Área
Estende-se por uma área de 54,56 km², incluindo:
- área agrícola: 88%
- área florestal: 2%

## Demografia
Dados de 30 de Junho 2004:
|                      | Total   | Total | Mulheres | Mulheres | Homens  | Homens |
| -------------------- | ------- | ----- | -------- | -------- | ------- | ------ |
|                      | pessoas | %     | pessoas  | %        | pessoas | %      |
| População            | 4427    | 100   | 2195     | 49,6     | 2232    | 50,4   |
| Densidade (pop./km²) | 81,1    | 100   | 40,2     | 40,2     | 40,9    | 40,9   |

De acordo com dados de 2002, o rendimento médio per capita ascendia a 1408,43 zł.

## Subdivisões
- Bertowo, Brudnowo, Józefowo, Kaźmierzyn, Kolonia Święte, Konstantynowo, Michalin, Niszczewy, Nowy Zbrachlin, Plebanka, Przypust, Sierzchowo, Siutkowo, Stary Zbrachlin, Szpitalka, Śliwkowo, Waganiec, Waganiec SHRO, Wiktoryn, Włoszyca, Wójtówka, Wólne, Zbrachlin.

## Comunas vizinhas
- Bądkowo, Bobrowniki, Koneck, Lubanie, Nieszawa, Raciążek